# HW-01F
Wi-Fi STATION HW-01F (ワイファイ ステーション エイチダブリューゼロイチエフ) は、ファーウエイ・テクノロジーズによって開発された、NTTドコモの第3.9世代移動通信システム、Long Term Evolution（LTE）通信サービスXi（クロッシィ）に対応したモバイルWiFiルータ端末で、Xi回線以外にもFOMAハイスピードやGSM、公衆無線LAN接続を使ってWi-Fi通信が可能である。iFデザイン賞2014受賞。

## 概要
ファーウエイがHW-02E以来となるNTTドコモ向けに開発したモバイルWiFiルータとなる。大きな特徴としては、LTEで下り最大150Mbps／上り最大50Mbpsの超高速通信に対応した端末となる。また800MHz、1.5GHz、1.7GHz、2GHzの4種のLTEに対応している。通信はXi、FOMA、無線LANのネットワークを自動で切り替えることができる。docomo Wi-Fiといった公衆無線LANを利用することも可能となっている。
無線LANはLAN側、WAN側ともにIEEE802.11a/b/g/nをサポートしており、Wi-Fiでは従来の2.4GHz帯に加えて、一般的に干渉が少なく、快適に通信できる5GHz帯もサポートしている。5GHz帯を屋外でも利用できるDFS（Dynamic Frequency Selection）機能を搭載しており、5GHz帯の利用時に付近の気象レーダーなどの干渉波を監視し、検出した場合には、即時電波送信を停止した上で、干渉しない別チャンネルを検索して自動で切り替える。なお電波送信の停止中は画面に通知が表示され、チャンネルの検索に60秒間が必要となるが、その際に5GHz帯から2.4GHz帯に切り替えることも可能となっている。
ディスプレーは、タッチパネルを搭載した約2.4インチのカラー液晶を採用し、電波状況やバッテリー残量、接続台数、利用したデータ通信量やSSIDなどの各種情報が確認可能なほか、パソコンやスマートフォンを使わずに、端末単体の操作だけで接続先や省電力の設定変更などの操作も行える。さらに所持しているスマートフォンやタブレットに専用アプリをインストール後、本体に内蔵されているQRコードを読み取るだけで、セキュリティキー入力不要で簡単に接続できる。
バッテリー容量は1,780mAh。

## 歴史
- 2013年10月10日 - NTTドコモより発表。
- 2014年2月20日 - ファーウェージャパンデバイスのホームページにて製品情報を公開。
- 2014年3月17日 - 事前予約開始。
- 2014年3月22日 - 発売開始[3]。

## 不具合・アップデート
2014年7月14日のアップデート（機能バージョンアップ）
- 機能バージョンアップ
  - 「LTE国際ローミング」の対応
    - 本端末を利用して、国際ローミング中にLTEによる高速通信が可能になる（本機能対応に伴い、LTEのON／OFF設定を追加）。
- 不具合修正
  - Wi-Fiルータ（本体）の電池残量がまれに正しく表示されない場合がある不具合を修正する。
- ビルド番号が21.250.00.26.736から21.250.00.45.736になる。